# Église Santa Maria della Speranza
L'église Santa Maria della Speranza (Sainte-Marie-de-l'Espérance) est une église de Naples située dans le cœur historique de la ville.

## Histoire
L'église est fondée en 1540 par un chirurgien espagnol du nom de Francisco Cuevas qui donne sa propriété pour la construire et faire bâtir un couvent, aidé par un gentilhomme espagnol, Juan de Ciria Portocarrero. Le couvent est acquis en 1559 par Dona Gerolama Colonna, veuve du duc Camillo Pignatelli de Monteleone, et passe en 1585 aux frères Fernando et Francisco Segura de l'ordre du Carmel. Les carmes espagnols transforment la petite église et l'ancien palais Cuevas pour en faire leur siège. La façade de l'église est alors légèrement en retrait. L'ensemble est restauré vers 1630.
Cosimo Fanzago travaille entre 1638 et 1640 au maître-autel et au chœur. L'intérieur est entièrement refait entre 1746 et 1759 et une petite coupole de style mélangé est érigée. 
En 1774, les Pères augustins italiens de San Giovanni a Carbonara prennent possession du couvent. Entre 1774 et 1786, ils font rénover l'ensemble et reconstruire la façade. En 1808, les augustins de Santa Maria della Speranza sont expulsés sous le régime français et transférés à San Carlo alle Mortelle.
En 1810, simple filiale paroissiale, l'église est dédiée à sainte Rita, d'où son nom populaire d'église Santa Rita alla Speranzella. L'autel actuel face au peuple date de 1972. On remarque au-dessus du maître-autel de Fanzago un tableau de Cesare Fracanzano représentant Notre-Dame de l'Espérance.
L'église est ouverte occasionnellement pour des cérémonies.

## Source de la traduction
- (it) Cet article est partiellement ou en totalité issu de l’article de Wikipédia en italien intitulé « Chiesa di Santa Maria della Speranza (Napoli) » (voir la liste des auteurs).